# Christwart Conrad
Christwart Conrad (* 1957) ist ein deutscher Spieleautor.

## Leben
Conrad entwickelt seit Anfang der 1980er Jahre Spiele. Das erste veröffentlichte Spiel war Der Wüstentruck. Seit Ende der 1980er Jahre rezensiert er Spiele, seit Anfang der 2000er Jahre in dem Magazin Spielbox. Conrad ist Erfinder von Großgruppenspielen und in der Fortbildung für Spieleautoren tätig. Zudem entwickelte er mehrere Mini-Erweiterungen für das Spiel Carcassonne von Klaus-Jürgen Wrede.

## Ludografie
- 1995: Der Wüstentruck (Braintrust Games)
- 1998: Zoff in Buffalo (F.X. Schmid)
- 1998: Pfeffersäcke (Goldsieber, 2. Auflage 1999) / Medieval Merchant (Rio Grande Games 1998)
- 1999: Vino (Goldsieber / Rio Grande Games)
- 2002: Von nix kommt nix (Brot für die Welt)
- 2003: Nuggets (Winning Moves Deutschland, New Games Order, LLC, Japan 2013)
- 2009: Energy City (Lightcycle)
- 2010: Khan (White Goblin Games / HUCH!)
- 2013: Armadöra (Black Rock Éditions Frankreich 2013, 2. Auflage 2014, blue orange 2015)
- 2013: Matobo (Intellego)
- 2014: Boom Runaway (Korea Board Games)
- 2018: Rock the Bock (Zoch Verlag)
- 2018: Franchise (Queen Games, Neubearbeitung von Pfeffersäcke)
- 2022: Pearladora (Perladora, Pearladöra)[3]
- 2024: Snatch It! (HeidelBÄR Games)